# Vindobona
Vindobona (en llatí Vindobona, en grec antic Οὐινδόβουνα) va ser una ciutat romana situada a la vora del Danubi, a l'alta Panònia, l'actual Viena.
Originàriament va ser una ciutat celta i l'any 15 aC va passar a formar part de l'Imperi Romà, i es va convertir en un municipi. Segons Claudi Ptolemeu, la ciutat va portar un temps el nom de Juliobona (Ἰουλιόβονα). Era al peu del mont Cetius, a la riba dreta del riu, i amb el temps va ser una de les principals estacions militars romanes del Danubi, i més tard seu de la flota del Danubi que abans havia estat situada a Carnunt, i també de la Legió X Gemina, segons l'Itinerari d'Antoní i la Taula de Peutinger. L'emperador Marc Aureli va morir a la ciutat. L'any 395, Vindobona va ser saquejada pels germànics, probablement marcomans i encara que va ser reconstruïda, ja només era un establiment militar reduït que incloïa una base naval.
El foc la va destruir abans del 410. La ciutat va tenir una població cristiana en aquest temps i els alans i els ostrogots s'hi van establir. Els soldats de la fortalesa eren reclutats entre aquests pobles. L'any 433 Teodosi II el Jove va permetre que els huns l'ocupessin i és possible que Àtila es casés amb Kriemhilda a Vindobona. Poc després del 500 la van ocupar els longobards junt amb la resta de Pannònia. L'any 568 els àvars en van prendre possessió i hi van viure fins que Carlemany els va derrotar.